# 上高地ルミエスタホテル
上高地ルミエスタホテル（かみこうちルミエスタホテル）は、長野県松本市安曇上高地にあるホテル。明治時代に清水屋旅館として開業し、ウォルター・ウェストンや高村光太郎といった著名人が宿泊した。現在はアルピコホテルズが運営している。

## 沿革
- 1907年（明治40年） - 「清水屋旅館」として開業[1]。
- 1989年（平成元年） - 洋式のリゾートホテルへと改装[1]。
- 2010年（平成22年）11月 - 株式会社上高地清水屋ホテルを東洋観光事業株式会社が吸収合併[要出典]。
- 2012年（平成24年） - 客室・ロビー・大浴場を改装[3]。
- 2014年（平成26年） - 「上高地ルミエスタホテル」に改称。ホテル名の「ルミエスタ」はフランス語で「最高」、スペイン語で「特別席」の意味を持つ単語を合わせた造語[1]。

## 施設
下記の通り。
- 客室 - 合計38室
  - ツインルーム - 8室
  - トリプルルーム - 8室
  - プレミアムシアターツインルーム - 3室
  - 和室 - 4室
  - 展望風呂付き客室 - 5室
- 浴場 - 大浴場、露天風呂（天然温泉）、貸切家族風呂
- 食事 - フランス料理レストラン「LaRiviere」（ラ・リヴィエール） 、テラス「香風音」（カフーネ）

## 交通アクセス
バス停「帝国ホテル前」下車、徒歩約10分間。マイカー規制のため自家用自動車での訪問は不可である。